# Meteoroid Technology Satellite
Il Meteoroid Technology Satellite (MTS), a volte citato anche come Explorer 46, è stato un satellite della NASA, lanciato il 13 agosto 1972 dalla base di lancio Wallops e rientrato nell'atmosfera terrestre il 2 novembre 1979.

## Obbiettivi
Il satellite faceva parte del Programma Explorer e fu messo in orbita con lo scopo principale di misurare il tasso di penetrazione di meteoroidi su bersagli protetti nonché di studiare la distribuzione delle velocità e il flusso di tali oggetti spaziali.

## Struttura
Il satellite fu progettato e costruito dal Langley Research Center della NASA.
Il veicolo, del peso di 90 kg, aveva un corpo centrale di forma cilindrica lungo 3,20 m sul quale erano situati gli esperimenti relativi allo studio della velocità e degli impatti dei meteoroidi. Da esso si dipartivano i quattro bersagli per i meteoroidi (di cui, a causa di un malfunzionamento, solo due si dispiegarono una volta che il satellite arrivò in orbita) che portavano la larghezza complessiva del veicolo a 7,015 m.

## Strumentazione
Il Meteoroid Technology Satellite recava quattro pannelli che si estendevano dal suo corpo centrale e su cui erano disposte dodici celle contenenti gas, aventi un bordo in acciaio dello spessore di 2 mm e protette da un altro strato di acciaio spesso 1 mm. La misurazione della perdita di pressione dovuta al gas fuoriuscito a causa della penetrazione di meteoroidi rendeva possibile valutare il tasso di penetrazione di questi oggetti spaziali. Sul corpo del satellite, a diverse altezze, erano poi posti dodici sensori a forma di scatola volti a misurare la velocità dei meteoroidi che impattavano e sessantaquattro sensori di impatto utili a valutare il flusso di micrometeoroidi.

## Lancio e operatività
Il Meteoroid Technology Satellite fu lanciato il 13 agosto 1972 dall'area di lancio 3 della base di lancio Wallops grazie a un razzo vettore Scout D1.
Una volta messo in orbita, in particolare in un'orbita terrestre bassa, il satellite era inizialmente stabilizzato utilizzando la tecnica di stabilizzazione di spin, una tecnica di stabilizzazione passiva nella quale l'intero veicolo ruota su se stesso in modo che il suo vettore di momento angolare rimanga pressoché fissato nello spazio inerziale. Il movimento di rotazione è stabile se il satellite gira attorno all'asse che ha momento d'inerzia massimo. Il satellite ha poi dispiegato i sopraccitati bersagli per i meteoroidi ma, a causa di un malfunzionamento, solo due di essi si sono aperti del tutto.
Nonostante diverse difficoltà che portarono alla sospensione delle misure di velocità e di flusso dopo due sole settimane dal lancio e alla riaccensione dei due esperimenti per una sola settimana nell'agosto del 1974, il satellite rimase in orbita per più di sette anni, effettuando il proprio rientro atmosferico il 2 novembre 1979.
Fino al dicembre 1972, e quindi nel periodo in cui tutti gli esperimenti furono attivi, i bersagli registrarono la penetrazione di venti meteoroidi, mentre i sensori posti sul corpo centrale del satellite registrarono gli impatti di oltre duemila micrometeoroidi.